# Dalophia gigantea
Dalophia gigantea — вид плазунів з родини амфісбенових (Amphisbaenidae). Ендемік Демократичної Республіки Конго.

## Поширення і екологія
Dalophia gigantea мешкають в провінції Кванго на південному заході ДР Конго. Вони живуть в сухих саванах, на висоті від 900 до 1000 м над рівнем моря.

## Збереження
МСОП класифікує цей вид як вразливий. Dalophia gigantea загрожує знищення природного середовища.